# Ritchie Coster
Ritchie Coster (* 1. Juli 1967 in London) ist ein britischer Filmschauspieler.

## Biografie
Coster absolvierte eine Schauspielausbildung an der Guildhall School of Music and Drama in London und begann seine Filmkarriere 1998 mit dem Remake von Rear Window.
2008 spielte er den tschetschenischen Mafiaboss im Batman-Film The Dark Knight. 2010 spielte er in Der Kautions-Cop und Let Me In. Ab 2011 spielte er den Glücksspieler „Renzo“ in der Serie Luck. 2015 verkörperte er „Elias Kassar“ im Actionfilm Blackhat. Ab 2017 war er in der Serie Happy! als „Francisco Scaramucci“ zu sehen. 2021 spielte er in vier Folgen von The Walking Dead als „Pope“ mit.

## Filmografie

### Film
- 1999: Die Thomas Crown Affäre (The Thomas Crown Affair)
- 2000: The Photographer
- 2000: Bait – Fette Beute (Bait)
- 2001: 15 Minutes
- 2002: Pipe Dream – Lügen haben Klempnerbeine (Pipe Dream)
- 2002: The Tuxedo
- 2006: The Sentinel – Wem kannst du trauen? (The Sentinel)
- 2007: American Gangster
- 2008: The Dark Knight
- 2010: Der Kautions-Cop (The Bounty Hunter)
- 2010: Let Me In
- 2010: Pete Smalls Is Dead
- 2014: By the Gun
- 2015: Blackhat
- 2015: Creed – Rocky’s Legacy
- 2016: The Great & The Small
- 2017: Submission
- 2021: After Yang
- 2025: Westhampton

### Fernsehen
- 1997, 1998: New York Undercover (2 Folgen)
- 1998: Das Fenster zum Hof (Rear Window)
- 1999: Law & Order: Special Victims Unit (eine Folge)
- 2000–2006: Law & Order (3 Folgen)
- 2000: Sex and the City (eine Folge)
- 2005: Jonny Zero (10 Folgen)
- 2005–2006: Guiding Light (4 Folgen)
- 2008: John Adams – Freiheit für Amerika (John Adams, eine Folge)
- 2008: CSI: Crime Scene Investigation (eine Folge)
- 2009: Virtuality (eine Folge)
- 2011–2012: Luck (9 Folgen)
- 2011: Person of Interest (eine Folge)
- 2013: The Blacklist (2 Folgen)
- 2015: True Detective (7 Folgen)
- 2017–2019: Happy!, Staffel 2 (18 Folgen)
- 2021: The Walking Dead (4 Folgen)
- 2022: Tulsa King (7 Folgen)

## Videospiele
- 2003: Midnight Club 2
- 2007: BioShock